# Aularches
Aularches is een geslacht van rechtvleugeligen uit de familie Pyrgomorphidae. De wetenschappelijke naam van dit geslacht is voor het eerst geldig gepubliceerd in 1873 door Stål.

## Soorten
Het geslacht Aularches  is monotypisch en omvat slechts de volgende soort:
- Aularches miliaris (Linnaeus, 1758)